# 酒精中毒
酒精中毒（英語：Alcohol intoxication），較高劑量下通常稱作酒醉或酩酊，是指於飲酒後產生的負面肉體反應及行為。除酒精自身（乙醇）的毒性（主要精神活性成分）之外，還有其代謝物 - 乙醛的活性所引起的生理症狀。影響可能要攝入數小時後才會出現，並會導致俗稱的宿醉發生。
低劑量中毒症狀可能包括輕度镇静状态和肢體協調笨拙。在較高劑量的時候，可能會出現言語不清、共濟失調和嘔吐。極高劑量會導致換氣不足、昏迷、或是死亡。相關的併發症可能包括癲癇發作、吸入性肺炎、傷害（包括自殺）、和低血糖。酒精中毒會導致與酒精相關犯罪發生，而通常是肇事者比受害者的醉酒程度更高。
酒精中毒通常在喝兩杯或以上的酒後開始作用。風險因素是喜好飲酒的社會風氣，還有具有衝動個性的人。對於酒精中毒的診斷通常透過了解事件歷史和身體檢查來達成。有證人協助核實事件經過可能會有幫助。就法律而言，酒精中毒通常被定義為血液酒精濃度(BAC)大於5.4–17.4毫摩爾/升（等於25–80毫克/分升，或是血液酒精含量到達0.025–0.080%）。可通過血液或呼氣測試作測量。酒精在人體內以每小時約3.3毫摩爾/升（15毫克/分升）的速度分解，依個人的代謝率而定（請參考代謝）。 
酒精中毒的管理牽涉到對症治療。包括把患者置於復原臥式、保暖、並確保呼吸順暢。洗胃和運用活性炭兩種方式被發現用處不大。建議在治療之前最好再做評估，以確定症狀發生的真正原因。
歷史上有關急性酒精中毒的記錄非常多，酒精一直是世上最普遍使用的娛樂性用藥之一。某些宗教認為酒精中毒是種罪惡。

## 症狀

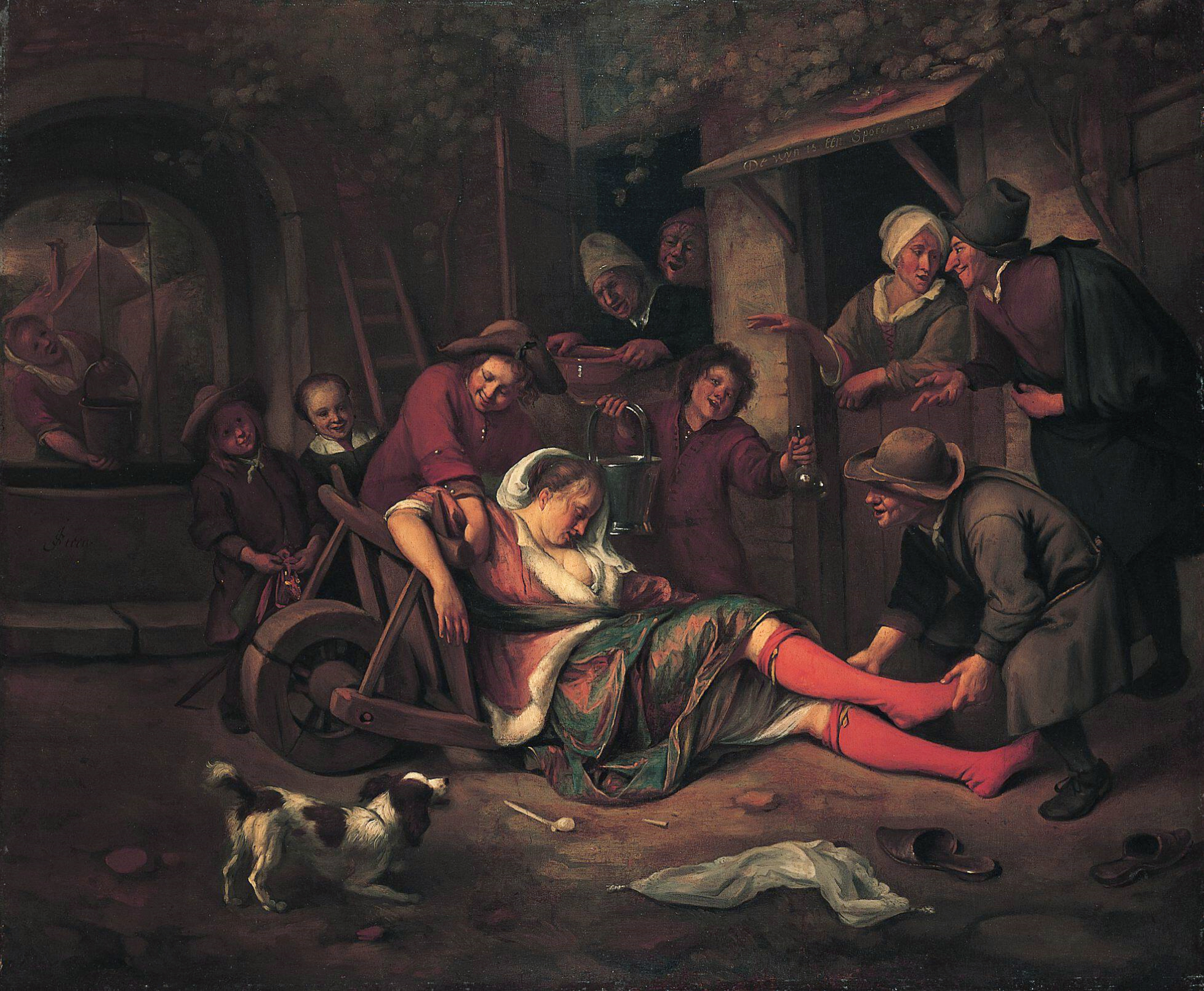
荷蘭畫家揚·斯特恩約在1663年作品“酒讓人變成受嘲弄的對象”。

酒精中毒是由於新近飲用酒精而對健康造成的負面影響。當情況嚴重時，它會成為醫療緊急情況。酒精中毒的某些影響，例如產生欣快感和降低社交抑制，成為酒精的重要吸引力。

### 不同酒精攝取量的影響
| 血液酒精濃度（BAC）（%含量） | 國際單位制（毫摩爾/升） | 毫克/分升 | 行為 | 損害                                                                        |
| ---------------------------- | ----------------------- | --------- | --- | --------------------------------------------------------------------------- |
| 0.001–0.029                  | 0.22–6.3                | 1–29      | - 看來正常 | - 特殊測試方能察覺出微妙的影響                                              |
| 0.030–0.059                  | 6.5–12.8                | 30-59     | - 社交抑制降低 - 快樂 - 輕度欣快 - 鬆弛 - 囉嗦增強                                                                                    | - 專注力降低                                                                |
| 0.060–0.099                  | 13.0–21.5               | 60-99     | - 酒精性臉紅反應 - 情緒淡然 - 解除抑制 - 欣快 - 外向性與內向性中的外向性 - 疼痛耐受性增強 - 深度感知 - 炫目恢復能力 - 周邊視覺 - 理智 |                                                                             |
| 0.100–0.199                  | 21.7–43.3               | 100-199   | - 疼覺缺失 - 共濟失調 - 喧鬧 - 過度情緒表達 - 可能會噁心和嘔吐 - 天旋地轉                                                             | - 一般動作技能 - 動作計劃 - 反射 - 言語不清 - 動作蹣跚 - 暫時性勃起功能障礙 |
| 0.200–0.299                  | 43.4–64.9               | 200–299   | - 憤怒或是悲傷 - 順行性遺忘症 - 感官受損 - 性慾低下 (ISD) - 情緒波動 - 噁心 - 理解力部分喪失 - 木僵的可能性 - 嘔吐                    | - 失憶症 - 失去知覺 - 嚴重 肢體障礙                                         |
| 0.300–0.399                  | 65.1–86.6               | 300–399   | - 中樞神經抑制 - 間歇性失去知覺 - 喪失理解能力 - 低度死亡風險 - 吸入性肺炎 - 木僵                                                     | - 喪失平衡感 - 換氣不足（呼吸抑制） - 心跳過緩 - 尿失禁                     |
| 0.400–0.500                  | 86.80–108.5             | 400–500   | - 昏迷 - 有死亡風險 - 嚴重中樞神經抑制                                                                                                | - 呼吸衰竭 - 心率問題 - 位置性酒精性眼球震顫                                |
| >0.50                        | >108.5                  | >500      | - 高死亡風險 |                                                                             |

## 病理生理學

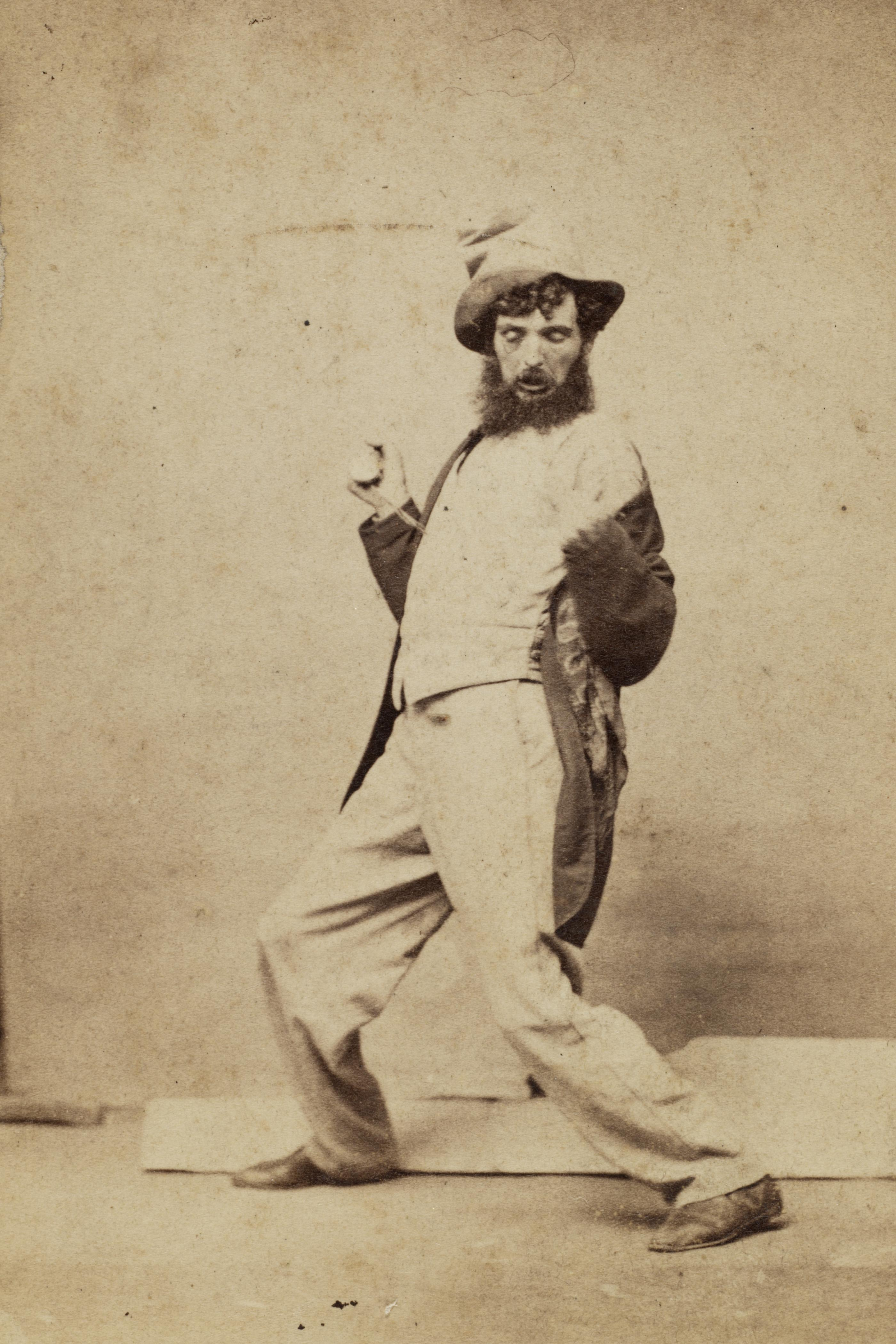
澳大利亞籍攝影家作品，醉酒五階段中的達到第三階段的飲者（約在1863年到1868年間拍攝）。

正常肝臟以每小時約可代謝8公克純乙醇。8公克（10毫升，或0.34美國液體盎司）被當作一份英國酒精標準單位。罹患有肝炎、肝硬化、膽囊疾病、和癌症等疾病的“異常”肝臟，代謝酒精的速度會降低。
乙醇透過醇脫氫酶(ADH)代謝為乙醛，許多人體組織，包括胃粘膜，均存有這種酶。乙醛透過乙醛脫氫酶(ALDH)（主要存在肝線粒體中）代謝為乙酸。肌肉細胞使用乙酰輔酶A合成酶把乙酸轉換成乙酰輔酶A，然後乙酰輔酶被用於檸檬酸循環。（檸檬酸循環是三大營養素－醣類、脂類及胺基酸的異化作用通路，又是同化作用的樞紐，此外，檸檬酸循環的中間產物可以提供細胞作為合成醣類、脂類、胺基酸等物質的前驅物。）
隨著飲酒量增加，人們會變得嗜睡或麻木。在喝下非常高的數量後，呼吸系統受到抑制，飲者將停止呼吸。昏迷的患者可能會吸入嘔吐物（進入肺部，導致窒息，如果倖免於難，可能會成為吸入性肺炎）。中樞神經系統抑制和運動協調受損，加上判斷力變差，會增加意外傷害的可能性。據估計，大約三分之一與酒精有關的死亡是由事故所造成，另外14%的死亡是由故意傷害而造成。
除對中樞神經系統抑制導致呼吸衰竭和事故之外，酒精還會導致嚴重的代謝紊亂。低血糖是由於乙醇抑制糖異生（非碳水化合物轉變為葡萄糖的過程），特別是發生在在兒童身上，會引起乳酸性酸中毒、酮症酸中毒、和急性腎損傷。呼吸衰竭加重代謝性酸中毒。患者也可能出現失溫症。

### 機制
請參考乙醇 (藥物)英文版#Pharmacology部分
人們在過去認為酒精是一種影響大腦中許多神經遞質系統的非特異性藥物。然而，分子藥理學研究顯示，酒精只會針對幾個系統作用。在某些系統中，影響屬於促進性，而在其他系統中則是抑制性的。
具有促進功能的神經遞質系統包括：GABAA受體，5-HT3受體激動劑（負責γ-氨基丁酸（GABAA受體變構調節劑）、甘氨酸能劑、和膽鹼能藥作用）、菸鹼型乙醯膽鹼受體。
受到抑制的有：N-甲基-D-天冬氨酸(NMDA)、L型鈣通道α1亞基和G蛋白門控離子通道。
酒精也被磷脂酶D2轉化為脂質代謝物磷脂酰乙醇，而且顯示這種代謝物直接結合並調節離子通道。這些直接影響的結果是一波進一步的間接影響，涉及各種其他神經遞質和神經肽系統，最終導致酒精中毒行為或症狀影響的形成。
按照流傳的說法如“只喝葡萄酒，或是穀物酒，不要混著喝”，還有“先喝啤酒，再喝葡萄酒，感覺愉快。先喝葡萄酒，再喝啤酒，感覺奇怪”，但有關依照順序喝不同酒類的說法，醉酒的結果依然相同。

### GABAA受體

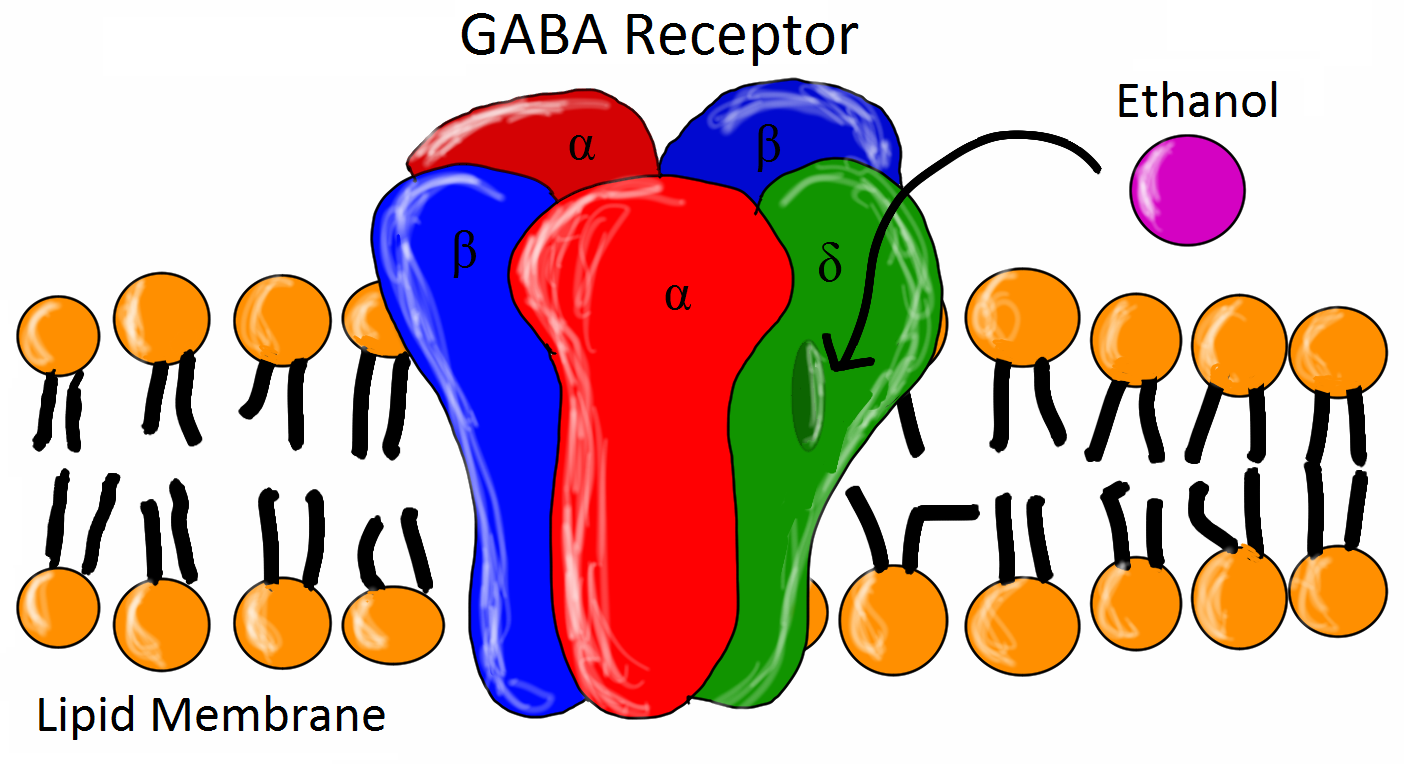
乙醇與GABA_{A}受體結合。

許多激活GABAA受體物質的作用，與飲酒激活的結果相同。例如發生抗焦慮、抗痙攣、鎮靜、和安眠的作用，以及認知障礙和行動不協調的結果。激活GABAA受體與飲酒產生的影響之間的相關性，導致針對乙醇及其對GABAA受體影響的研究。也發現乙醇對GABAA受體確實表現出積極別構調節的特質。然而，它的作用僅限於含有G蛋白δ-亞基，而不是含有γ-亞基的五聚體。含有δ-亞基的GABAA受體已被證明位於突觸外部，參與強直抑制，而其γ-亞基對應物僅參與階段性抑制。δ-亞基已被證明能夠形成變構調節位點，使得含有δ-亞基的GABAA受體對乙醇濃度更敏感，甚至在中等社交乙醇飲酒水準(30毫莫耳每升)時也會作用。
雖然提出研究報告的Sandeep Kumar等作者已證明含有δ-亞基的GABAA受體對乙醇調節敏感，但不同的亞基組合，受體敏感度會有變化。而含有δ和β3亞基的GABAA受體會增加對乙醇的敏感性。含有α3-β6-δ亞基的GABAA受體則對乙醇不敏感。研究結果還顯示亞基組合並非導致乙醇敏感性的唯一因素。GABAA受體分佈在突觸內的位置也會影響對乙醇的敏感性。

## 診斷
國際疾病與相關健康問題統計分類(ICD第10版)把酒精中毒描述為一種精神疾患和異常行為。確定性的診斷要靠毒理學篩檢來檢測血液中的酒精含量。美國和其他國家的執法人員經常使用呼氣式酒精檢測儀和現場清醒度測試作為較方便和快捷的替代方法。市面另有多種呼氣式檢測儀可供消費者使用。這些儀器可能具有不同的可靠性，並且可能會與執法目的的測試有不同的結果，對於此類設備提供的結果要審慎解讀。
另有多種非正式的酒精中毒測試，但通常均非可靠，不推薦作為勸阻過度飲酒或是當作如機動車輛駕駛、重型設備和機床操作的安全指標使用。
除利用血液酒精測試以確定某人是否因飲酒而導致酒精中毒，也要使用其他方法，把其他情況，例如低血糖、中風、使用其他麻醉物、心理健康問題等排除。最好在受試者清醒時觀察他們的行為以建立基線。可使用幾種通用的標準來確定診斷。對於緊急治療環境中的醫生來說，急性酒精中毒與其他急性神經系統疾病相似，或者患者經常與娛樂性用藥混合使用，會把診斷和治療的複雜度增加。

## 处治
急性酒精中毒有因呼吸抑制，或是因把嘔吐物吸入導致吸入性肺炎而导致死亡的風險，属于紧急医疗情况。緊急治療力求在等待酒精代謝的過程中，讓患者的呼吸道維持通暢，呼吸順利。這可透過排除嘔吐物來完成，如果患者失去知覺或咽反射受損，則要進行氣管插管。
其他措施也包括
- 處理低血糖問題，因為乙醇引起的低血糖對胰高血糖素無反應，利用靜脈注射糖溶液解決。
- 施用維生素B1以預防可能導致癲癇發作的韋尼克-科爾薩科夫症候群（英语：Wernicke-Korsakoff syndrome）（這種做法通常用於治療長期酗酒者，但也會在急性情況使用，以確保取得最高效果）。
- 如果酒精血液濃度非常高（高於130毫摩爾/升，或是600毫克/分升)，則進行血液透析。[42]
- 根據需要，利用鼻插管或非循環呼吸面罩提供氧氣治療。
- 雖然藥物美他多辛（英语：metadoxine）可能會加速酒精分解，但用於治療酒精中毒需待進一步研究。截至2017年[6][43]這種藥物在歐洲幾國，以及印度和巴西已獲批准使用。[43]
- 对于重度中毒特别是消化道症状明显的病人，可考虑施用胃黏膜保护剂，如质子泵抑制剂等。[44]

可能需用到其他藥物來治療噁心、震顫、和焦慮。

## 臨床發現

### 入院治療
在一項1999年到2004年所做的研究，美國年齡在18到24歲的群組因為創傷而接受治療的人中被發現普遍有酒精中毒的現象。美國在2010至2012年間，年齡在15歲或以上的樣本組中，平均每年有2,221人直接因為急性酒精中毒而死亡。而每年有超過30,000人的死亡是間接由相同路徑所造成。

### 預後
正常的肝臟會在一段時間內把血液中的酒精分解，取決於最初攝取的數量和患者的身體狀況。只要酒精不達到讓肝衰竭的程度，功能不全的肝臟仍能花較長的時間把酒精分解完畢。
連續重度飲酒數天或數週的人，在急性酒精中毒消退後可能會出現酒精戒斷症候群
症狀。
一個人持續攝入危險數量的酒精會導致酒精性失憶和特異性酒精中毒（或稱病理性酒精中毒）症狀發生。
長期持續過量飲酒會導致肝損傷，並產生有害的健康結果。

## 社會與文化

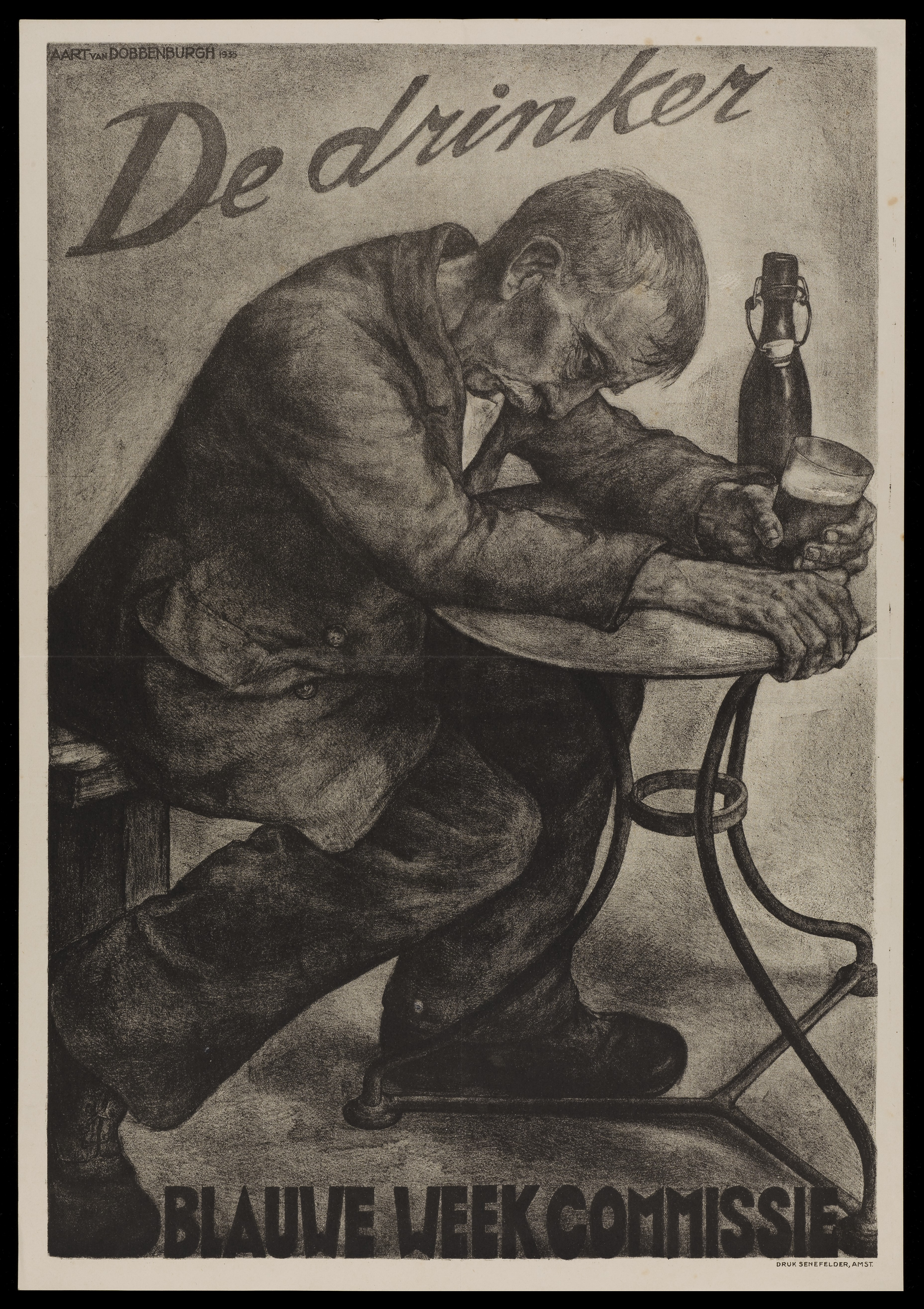
一張1936年的反飲酒海報（荷蘭平面藝術家Aart van Dobbenburgh作品）。

酒精中毒是導致某些重大傷害案例發生的危險因子，尤其是從事無人監督的休閒活動時候。加拿大安大略省根據1986、1989、1992、1995年的流行病學數據所做的研究顯示，記錄中的2,154起重大傷害中有79.2%是可預防的，而其中346起（17%）和飲酒有關聯。那些與酒精相關的重大傷害中。最常見是雪上摩托車(124)、捕魚(41)、潛水(40)、划船(31) 和輕艇活動(7)、游泳(31)、駕駛全地形車(24 )、和騎自行車(23)。這些事件通常發生在無人監管的年輕男性身上，他們往往缺乏經驗，許多會導致溺斃的結果。飲酒也與不安全的性行為有關聯。

### 法律問題

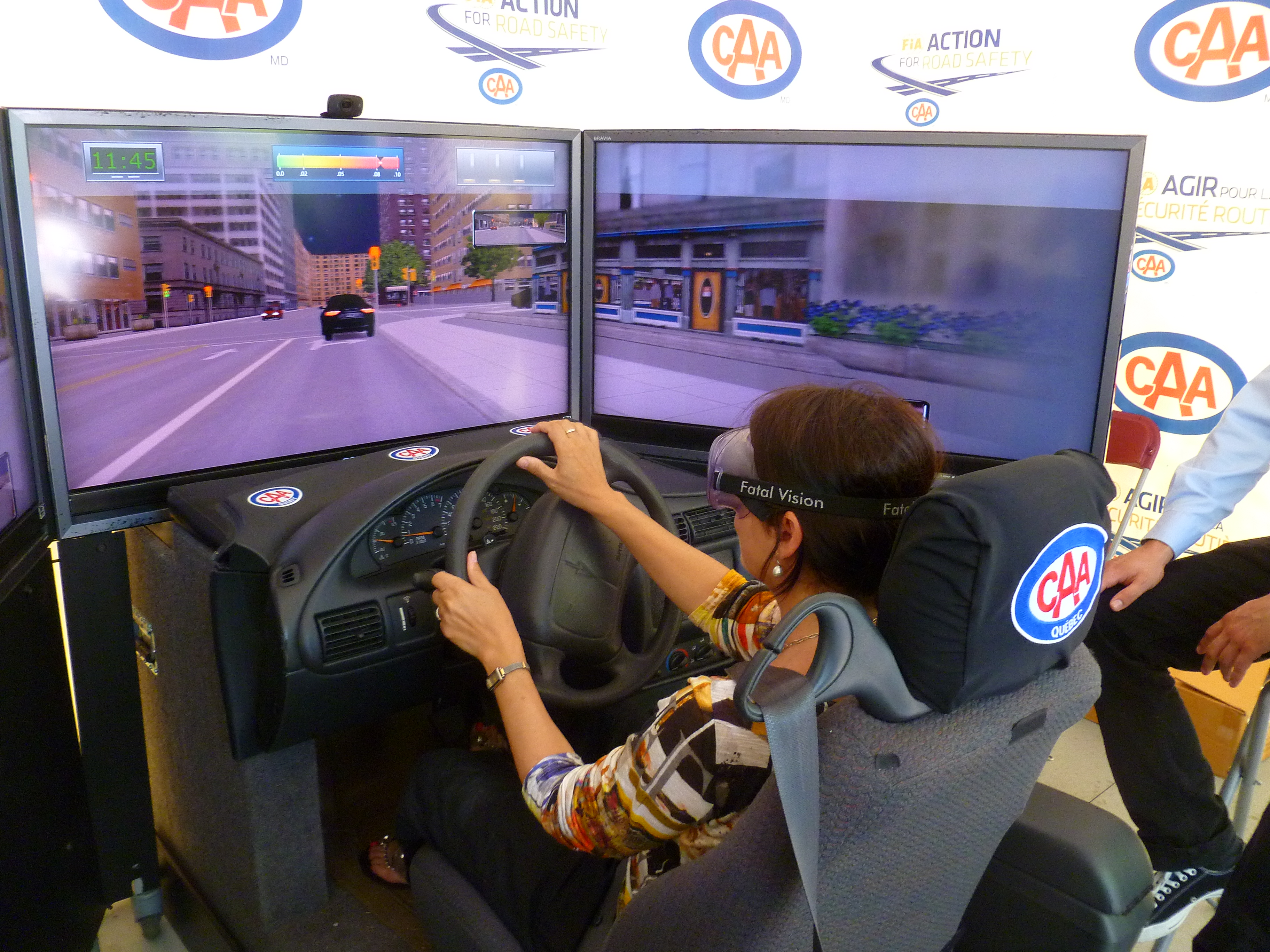
在加拿大蒙特婁的酒後駕駛模擬器。

關於醉酒的法律問題在各地並不相同。在美國，酒後駕駛機動車輛是犯罪行為（威斯康辛州除外，初犯者僅會被處以罰款)。酒後駕駛飛機，或在美國的某些州，酒後在遊樂園從事遊樂也屬刑事犯罪。英國和大多數其他國家也有類似的法律。
在一些國家，提供酒精給已經醉酒的人也是一種違法行為，並且通常只有通過酒類服務訓練的人員才能出售酒精。
符合駕駛車輛的血液酒精濃度(BAC)，在羅馬尼亞和阿拉伯聯合大公國為0.00%；在澳大利亞、南非、德國、蘇格蘭、和紐西蘭為0.05%（未成年人為0.00%）；在英格蘭和威爾士、美國、和加拿大為0.08%。
美國聯邦航空管理局禁止空勤人員在飲用酒精飲料後八小時內，仍可能受到酒精的影響下，或是BAC仍高於0.04%時登機服務。
在美國、英國、和澳大利亞，公共場所醉酒被當作是種犯罪行為。
有些國家設有專門的設施（有人稱為“醉鬼拘留所”），用於暫時拘留那些醉酒者。

### 宗教對飲酒的觀點

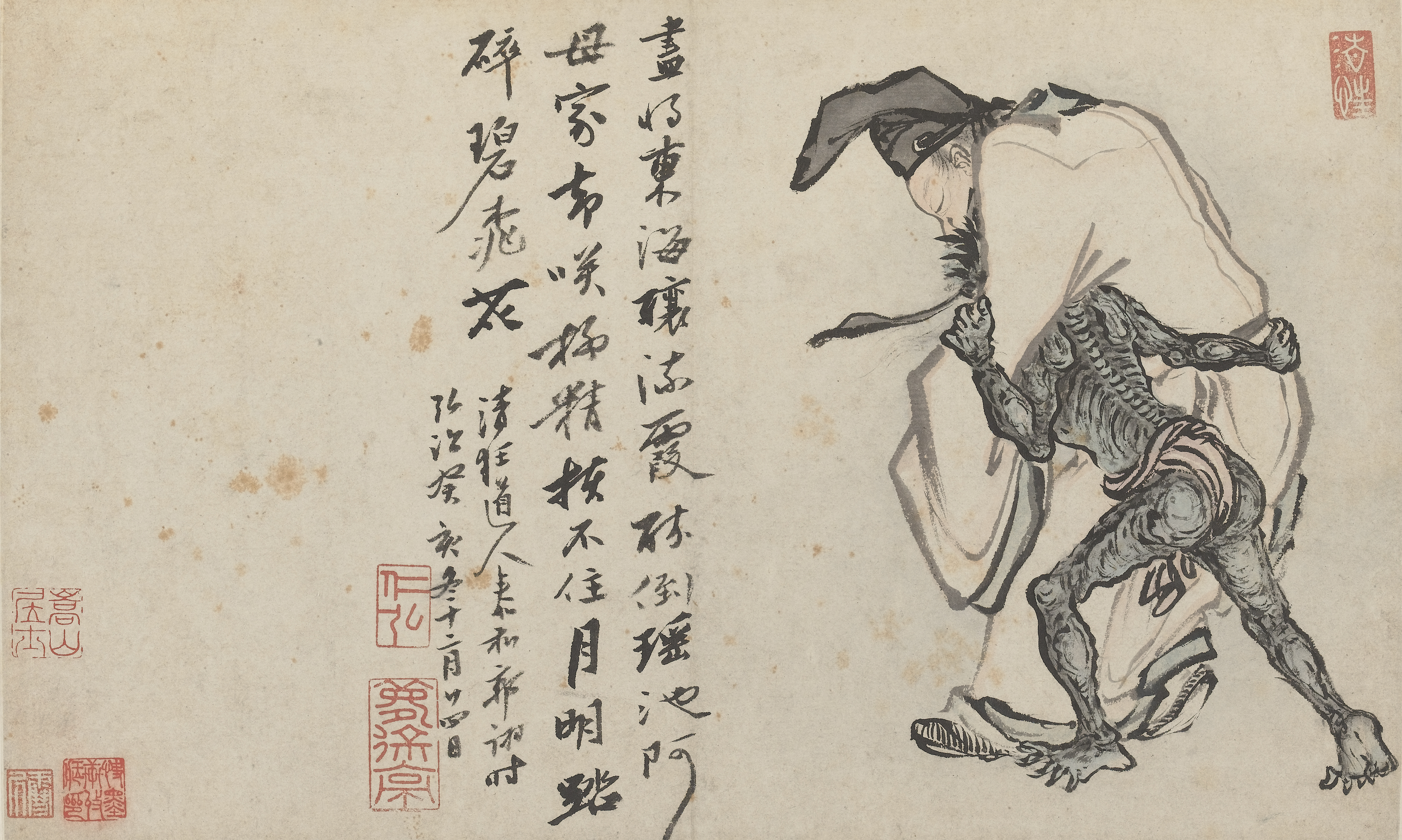
明朝畫家郭詡作品 - 鍾馗醉歸。上海博物館收藏。

一些宗教團體允許飲酒。有些允許，但禁止喝到醉的程度，而有些則完全禁止。許多基督教教派，如天主教會、正教會、和路德宗，都把葡萄酒作為聖餐禮的一部分，允許飲酒，但認為醉酒屬於有罪。
在舊約聖經的箴言中有幾章談及醉酒的壞影響，並警告人們遠離會讓人醉酒的飲料。利未記記載摩西的兄長亞倫的兩位長子拿答和亞比戶，可能在聖殿服務時因醉酒緣故而被殺。利末記繼續討論修道主義，這種修行禁酒。士師記中有關參孫的故事敘述有位但支派的僧侶，受到禁止剪頭髮和喝酒的約束。新約聖經中的羅馬書第13章第13和14節哥林多前書第6章第9-11節、加拉太書第5章第19-21節、和以弗所書第5章第18節都載有反對醉酒的段落。箴言第31章第4節警告君王和統治者不要飲用葡萄酒和烈酒，箴言第31章第6-7節倡導給臨終者喝烈酒，給生活苦澀的人喝葡萄酒，讓他們把貧窮和苦難遺忘。
某些基督新教教派因為聖經載有譴責醉酒的段落而禁止飲酒但其他教派則允許適度飲酒。在一些基督教團體中，飲用少量的葡萄酒是聖餐禮儀式的一部分。
耶穌基督後期聖徒教會教派則禁止飲酒，遵守禁酒是這個教派成員的顯著特徵。耶和華見證人教派允許成員適度飲酒。
古蘭經禁止飲用以葡萄為原料的酒精飲料，聖訓把醉酒認為可憎。麥茲海布（伊斯蘭教法學中一個支派）的解讀是嚴禁飲用所有類型的酒精，並稱這種行為為哈拉姆 （「禁止的」、「違反教律的」）。
一般來說，佛教僧侶和普通信徒都不鼓勵飲酒。許多佛教信徒都遵守五戒的行為準則，其中第五戒是承諾不飲酒（除非作醫療用途）。在大乘佛教梵網經的願中，同樣不鼓勵分送酒類，也不鼓勵攝取。
印度教中的高迪亞毗溼奴派支派，四項監管規矩之一就是禁止攝取麻醉物品（包括酒精）。
猶太教根據聖經，採反對飲酒的立場，教士和修士都不許飲酒。猶太聖經把安息日和其他猶太節日聖化，被理解為需要準備三頓禮儀餐，其中包括飲用葡萄酒，稱之為Kiddush（字面意思是“成聖”，是對葡萄酒或葡萄汁的一種祝福）。猶太婚禮以新娘和新郎在誦讀七項祝福（請參考Sheva Brachot）後共享一杯葡萄酒結束，根據“阿什肯納茲猶太人”的傳統，在禁食一天之後也會飲用葡萄酒。但根據猶太教慣例，人們被要求適度飲酒以保持清醒，並且喝酒時機只在祈禱結束後方可。
在逾越節晚餐時，參與者必須背誦哈加達（Haggadah）的同時，喝4杯禮儀酒。這種做法被認為是一些基督教團體聖餐飲酒儀式的源頭。根據普珥節的規定，人們被要求喝醉以示慶祝，在許多猶太社區會根據教令，利用白天睡覺來替代醉酒的行為。
1920年代的猶太教改革派運動中，一位拉比提議在儀式上使用葡萄汁代替葡萄酒。雖在起初遭到駁斥，但這種做法後來被猶太教正統派廣泛接受。
在巴勒斯坦西岸希伯倫的麥比拉洞（猶太教中僅次於聖殿山，排名第二的聖地。穆斯林信徒稱之為“易卜拉欣清真寺”），猶太人在婚禮、安息日、和猶太節日在此地的飲酒儀式，會與同樣居住在此地的穆斯林之間產生緊張關係.

## 其他動物的醉酒行為
1974年金球獎最佳紀錄片得獎作品《美麗的動物》中，展示許多不同的動物，包括猴子、大象、野豬、長頸鹿、和鴕鳥，吃了馬魯拉樹過熟的果實，導致它們表現如同人類喝醉酒一般的搖晃和站立不穩的模樣。鳥類可能會因吃下發酵的漿果而發生醉酒情事，有些鳥類會因此撞上堅硬物體而死亡。
發生在公元前167年到160年的馬加比起義，還有發生在公元前第三世紀的第二次布匿戰爭，都曾使用過大象作戰，根據記載，在攻擊發動之前會提供酒類讓大象飲用，受酒精影響的大象在象伕催促下衝鋒向前。
在愛爾蘭，通常會提供少量啤酒給賽馬飲用。反芻動物的胃中本來就會自然發酵，一般而言，提供少量的酒精飲料給予這類動物飲用不會對它們造成傷害，也不會導致它們醉酒。
酒精飲料對於狗類極為有害，通常是因為飲料中添加人造甜味劑木糖醇的緣故。狗類除了在食物，或是飲料中吸收乙醇之外，也可透過皮膚吸收達到產生危險程度的乙醇。甚至是發酵的麵團對狗而言也很危險。

## 書目
- Bales, Robert F. "Attitudes toward Drinking in the Irish Culture". In: Pittman, David J. and Snyder, Charles R. (Eds.) Society, Culture and Drinking Patterns. New York: Wiley, 1962, pp. 157–187.
- Gentry, Kenneth L., Jr., God Gave Wine: What the Bible Says about Alcohol. Lincoln, Calif.: Oakdown, 2001.
- Rorabaugh, W.J. "The Alcoholic Republic," Chapter 2 & 5, Oxford University Press.
- Sigmund, Paul. St. Thomas Aquinas On Politics and Ethics. W.W. Norton & Company, Inc, 1988, p. 77.
- Walton, Stuart. Out of It. A Cultural History of Intoxication. Penguin Books, 2002. ISBN 0-14-027977-6.

## 外部連結
- Alcohol overdose （页面存档备份，存于）: NIAAA
- Alcohol poisoning （页面存档备份，存于）: NHS Choices